# 熊養和
熊養和（1889年9月29日—1981年10月29日），原名体元，字宇涵，江蘇省阜寧縣人，中國近代武術名家，熊氏太極拳創始人。其父熊渭珍為后清武舉人。
熊養和是台湾太極拳名家之一，所传之太極拳，现通称为熊氏太極拳；其所传之内外家武术，现通称为熊门武术。熊氏太極拳融合了唐殿卿之武术（人称神手）、甘鳳池之江南派太極拳（人称江南大俠)、胡虎古式太極拳（後改名胡樸安）以及楊健侯之楊氏太極拳的精髓，它承襲了傳統功架及練法，動作柔美，具養生與防身之實用功效。

## 生平
自小从其父练拳，幼年拜唐殿卿为师，成年时并与刘和及弟子刘仲仿、殷天禧请教南、北少林拳术和江南派太极拳。十九岁擂台冠军，并有“阜宁一腿”的称号。
1930年，與太极拳高手胡虎（后改名胡朴安）比試敗北，因此向其请益太极拳，并与其挚友戴汉文先生一起接受胡的教导，并切磋大履、推手、散手及剑杆等技。
某日杨健侯先生押镖经过阜宁县，又得一机缘向杨健侯太极拳散手，深得太极拳奥妙。
对日抗战时期担任阜宁县警察局长、县长，官至少将。
1949年至台灣定居，为早期国民政府播迁来台推广武术的重要人物;1953年定居于宜兰；1981年10月29日殁于宜兰员山荣民医院，享寿92岁。
着有太极拳、刀、剑等武術专书，为早期在台教授太极拳并具有较大影响力人物之一。